# Chamaeranthemum
Chamaeranthemum es un género de plantas con flores perteneciente a la familia Acanthaceae. El género tiene 4 especies de hierbas.

## Taxonomía
El género fue descrito por Nees ex Lindl. y publicado en An Introduction to the Natural System of Botany 445. 1836. La especie tipo es: Chamaeranthemum beyrichii Nees

## Especies deChamaeranthemum
- Chamaeranthemum beyrichii Nees
- Chamaeranthemum durandii Leonard
- Chamaeranthemum tonduzii Lindau
- Chamaeranthemum venosum M.B.Foster ex Wassh. & L.B.Sm.